# Дьюи, Томас Эдмунд
То́мас Э́дмунд Дью́и (англ. Thomas Edmund Dewey; 24 марта 1902, Овоссо, штат Мичиган, США — 16 марта 1971, Майами, штат Флорида, США) — американский политический и государственный деятель. 51-й губернатор штата Нью-Йорк (1943—1955). Кандидат в президенты США от Республиканской партии на президентских выборах 1944 года (проиграл демократу Ф. Рузвельту) и 1948 года (проиграл демократу Трумэну). 
Возглавляя либеральную фракцию Республиканской партии, он боролся против консервативной фракции с сенатором Робертом Альфонсо Тафтом во главе и сыграл важную роль в выдвижении Дуайта Эйзенхауэра в президенты США в 1952 году. Дьюи представлял интересы деловых кругов и профессионального сообщества северо-востока США, воспринявших основные положения Нового курса после 1944 года. В роли лидера республиканцев-либералов его сменил Нельсон Рокфеллер, который стал губернатором штата Нью-Йорк в 1959 году. 

## Биография

### Ранние годы
Томас Дьюи родился и вырос в городке Овоссо, где его отец был владельцем, редактором и издателем местной газеты. Он окончил Мичиганский университет в 1923 году и школу права Колумбии (Columbia Law School) в 1925 году. 
Во время учёбы в Университете Мичигана он вступил в национальное общество студентов-музыкантов «Фи-Мю-Альфа-Синфония» (Phi Mu Alpha Sinfonia). У него был отличный глубокий баритон, и в 1923 году Т. Дьюи занял третье место в Национальном конкурсе певцов. Одно время он даже подумывал стать профессиональным певцом, выступал с концертами по радио (с Оркестром Detroit News), но передумал после того, как временное заболевание горла убедило его в ненадёжности такой карьеры. Тогда Дьюи решил стать юристом. Также он писал статьи для университетской газеты «Мичиган Дейли» (Michigan Daily).

### Карьера прокурора
В 1930-е годы Дьюи работал прокурором Нью-Йорка. Впервые он попал в заголовки газет в начале 1930-х, когда он, работая главным помощником федерального прокурора по Южному району Нью-Йорка, предъявил обвинение контрабандисту спиртного Уокси Гордону (Waxey Gordon). Кроме того, он без устали преследовал гангстера «Голландца» Шульца (Dutch Schultz), как будучи федеральным прокурором, так и прокурором штата. Первый суд над Шульцем закончился ничем. Перед своим вторым процессом Шульц перевёл свой бизнес в город Малон, затем сам переехал туда и завоевал симпатии горожан. В результате, когда настало время суда, присяжные признали его невиновным, поскольку он слишком нравился людям, чтобы осудить его. Однако Дьюи и Фиорелло ЛаГардия (Fiorello H. LaGuardia) нашли основания, чтобы судить Шульца в третий раз. Это вынудило Шульца скрываться в городе Ньюарк (Нью-Джерси). Там Шульц выработал план убийства Дьюи. 
Босс организованной преступности Лаки Лучано (Lucky Luciano), опасаясь, что в случае убийства Дьюи ФБР и федеральное правительство объявят тотальную войну мафии, приказал убить Шульца, прежде чем тот сможет осуществить свой план. План Лучано сработал, и, прежде чем Шульц смог завершить организацию убийства Дьюи, его застрелил киллер мафии в туалете одного из баров Ньюарка. Вскоре после этого Дьюи сосредоточил свои усилия на привлечении к уголовной ответственности Лучано и добился величайшей победы в своей юридической карьере, убедив жюри признать Лучано виновным в сутенёрстве — организатором одной из крупнейших преступных организаций в истории США, курирующих проституцию. Благодаря тщательно и методично проведённому Дьюи и его сотрудниками следствию было установлено, что проституция в районе Нью-Йорка почти полностью находилась под контролем мафии, и что хозяйки и сотрудницы публичных домов должны были делиться доходами с организацией Лучано, чтобы не подвергнуться избиениям или даже не быть убитыми. Многие из хозяек публичных домов и проституток помогли Дьюи осудить Лучано, дав показания на суде. Некоторые из этих женщин сообщили о побоях и причинённых подручными Лучано увечьях, заявив, что они видели, как Лучано лично давал указания организации. Одним особенно драматичным свидетелем была проститутка, испытывающая «ломку» вследствие лишения героина, она чуть не потеряла сознание прямо на свидетельском месте. Суд над Лучано освещался на первых страницах газет по всей Америке, поэтому и Дьюи, и Лучано стали «притчей во языцех».
Но Дьюи сделал нечто большее, чем просто привлечение к уголовной ответственности известных мафиози. В 1936 году, работая прокурором по особым делам в округе Нью-Йорк, Дьюи помог обвинить и осудить Ричарда Уитни (Richard Whitney), бывшего президента Нью-Йоркской фондовой биржи, по обвинению в растрате. В 1920-е годы Уитни был известным нью-йоркским воротилой и занимал видное положение в обществе. Дьюи также возглавил усилия правоохранительных органов по защите докеров, фермеров и работников птицеводческих хозяйств от рэкета в Нью-Йорке. В 1936 году Дьюи получил золотую медаль ассоциации «Сто лет Нью-Йорку» (The Hundred Year Association of New York) «в знак признания выдающегося вклада в развитие города Нью-Йорк». В 1939 году Дьюи привлёк к уголовной ответственности вождя американских нацистов Фрица Куна (Fritz Kuhn) за растрату, парализовав деятельность его организации и ограничив возможность поддержки ею нацистской Германии во время Второй мировой войны.
В 1937 году Дьюи был избран окружным прокурором округа Нью-Йорк (Манхэттен). К концу 1930-х гг. успехи Дьюи в борьбе с организованной преступностью — и особенно осуждение Лаки Лучано — сделали его национальной знаменитостью. Его прозвище, «Gangbuster» («охотник на гангстеров»), стало названием популярного радиосериала, в основу сюжета которого легла его борьба с мафией. В Голливуде было снято несколько фильмов по мотивам его подвигов. В одном из них в роли Дьюи снялся Хамфри Богарт, а в роли девушки по вызову, показания которой помогли посадить Лаки Лучано, — Бетт Дейвис.

### Губернатор штата Нью-Йорк
В 1938 году 36-летний Дьюи проиграл на выборах губернатора штата Нью-Йорк действующему губернатору популярному деятелю Демократической партии Герберту Леману, занявшему этот пост после Франклина Рузвельта. Дьюи построил свою предвыборную кампанию, опираясь на свою репутацию знаменитого прокурора, преследовавшего главарей организованной преступности Нью-Йорка. Несмотря на поражение, впечатляющий результат, продемонстрированный Дьюи против Лемана (он уступил на выборах всего один процент), привлёк к нему политическое внимание общества и сделала его лидирующим кандидатом от республиканцев на президентских выборах 1940 года. В 1942 году он снова принял участие в губернаторских выборах и выиграл их с огромным перевесом. В 1946 году он стал губернатором на второй срок, выиграв выборы с самым большим перевесом в истории штата на тот момент, и в 1950 году был переизбран на третий срок.
Дьюи считали честным и очень эффективным губернатором. Он уменьшил налоги, удвоил отчисления штата на образование, повысил зарплаты служащим штата и снизил сумму задолженности штата более чем на 100 миллионов долларов. Кроме того, он провёл первый закон штата в стране, запретивший расовую дискриминацию при найме на работу. Как губернатор, Дьюи также поставил свою подпись под законодательством об учреждении Университета штата Нью-Йорк. Он сыграл важную роль в создании скоростной магистрали штата Нью-Йорк, впоследствии получившей его имя. Также он создал мощную политическую организацию, что позволило ему доминировать на политической арене штата Нью-Йорк и влиять на общенациональную политику.
Дьюи резко выступал в поддержку института смертной казни. За 12 лет его пребывания губернатором на электрическом стуле в Нью-Йорке были казнены более 90 человек (в том числе — две женщины).

### Кандидат в президенты

#### 1940
Дьюи принимал участие в номинации кандидата от Республиканской партии на президентских выборах 1940 года, но проиграл Уэнделлу Уилки, который уступил на всеобщих выборах Франклину Рузвельту. Большую часть предвыборной кампании Дьюи считался фаворитом номинации, но растерял своё преимущество, когда нацистская Германия захватила Западную Европу в конце весны 1940 года. Некоторые лидеры республиканцев посчитали, что Дьюи слишком молод (ему было только 38 лет) и неопытен, чтобы провести страну через Вторую мировую. Кроме того, Дьюи стало всё труднее отстаивать свою изоляционистскую позицию по мере того, как нацисты завоевали Голландию, Бельгию, Францию и стали угрожать Великобритании. В результате многие республиканцы стали поддерживать Уэнделла Уилки, который был старше на 10 лет и активно выступал за оказание помощи союзникам. 
Внешнеполитическая позиция Дьюи изменилась в течение 1940-х годов: к 1944 году он считался интернационалистом и сторонником таких организаций, как ООН. Именно в 1940 году Дьюи впервые столкнулся с сенатором от штата Огайо Робертом Тафтом. Тафт — который придерживался изоляционизма и экономического консерватизма до самой смерти — стал самым серьёзным соперником Дьюи в борьбе за контроль над Республиканской партией в 1940-е годы и в начале 1950-х гг. Дьюи считался лидером умеренных/либеральных республиканцев, преобладавших в северо-восточных и тихоокеанских штатах, а Тафт стал лидером республиканцев-консерваторов, которые доминировали на большей части среднего запада и частично на юге.

#### 1944
Дьюи был выдвинут кандидатом в президенты США от республиканцев в 1944 году, но потерпел поражение на президентских выборах 1944 года от действующего президента Франклина Рузвельта. Алиса Рузвельт Лонгуорт (Alice Roosevelt Longworth), дочь Теодора Рузвельта и светская львица, известная своим острословием, назвала Дьюи, намекая на его тонкие усики, «человечком со свадебного торта». На состоявшемся в 1944 году предвыборном съезде Республиканской партии Дьюи легко победил сенатора штата Огайо Джона Брикера (John Bricker), которого поддерживал Тафт. Затем он взял Брикера в партнёры в попытке завоевать голоса республиканцев-консерваторов. В ходе предвыборной кампании осенью Дьюи обрушился на неэффективность, коррупцию и коммунистическое влияние провозглашённых Франклином Рузвельтом программ Нового курса, но избегал дискуссий по военной и внешней политике. Несмотря на то, что он проиграл выборы, Дьюи показал лучшие результаты, чем любой из его четырёх республиканцев-оппонентов. Дьюи стал первым кандидатом в президенты США, родившимся в XX веке, также он является самым молодым человеком, который когда-либо выигрывал президентскую номинацию в Республиканской партии.
Дьюи чуть не допустил серьёзную ошибку, когда был готов включить в свою предвыборную кампанию обвинения в том, что Рузвельт заранее знал о времени нападения на Пёрл-Харбор. Американские военные испугались этой идеи, поскольку тогда японцам стало бы известно, что США взломали код Purple. Генерал армии Джордж Маршалл постарался убедить Дьюи не касаться этой темы — и Дьюи уступил.

#### 1948
Дьюи был кандидатом от республиканцев на выборах Президента США 1948 года, когда почти единодушно опросы мнений и пресса предсказывали ему победу. Чикагская газета «Чикаго дейли трибьюн» (Chicago Daily Tribune) напечатала после выборов заголовок «Дьюи победил Трумэна» (DEWEY DEFEATS TRUMAN), причём несколько сотен экземпляров увидело свет, прежде чем подсчёт голосов показал окончательную победу действующего президента Гарри Трумэна. Улыбающийся Трумэн даже сфотографировался с этим номером газеты.

И действительно, учитывая стремительно снижающуюся популярность Трумэна и тройной раскол Демократической партии (между Трумэном, Генри Уоллесом и Стромом Термондом), казалось, что Дьюи остановить невозможно. Республиканцы считали, что всё, что им надо делать, — это не загубить уверенную победу на выборах, в связи с чем Дьюи не шёл ни на какие риски. Он говорил общими фразами, пытаясь быть выше политики. Речь за речью были наполнены пустыми констатациями очевидного, вроде известного его высказывания: «Вы знаете, что ваше будущее всё ещё впереди» (You know that your future is still ahead of you). Колонка редактора в луисвильской газете «Курьер-Джорнэл» (The Courier-Journal):
Ни один кандидат в президенты в будущем не будет настолько абсурден, чтобы четыре его основные выступления можно было свести к этим историческим четырём предложениям: «Сельское хозяйство играет важную роль», «В наших реках полно рыбы», «Не может быть свободы без свободы выбора», «Наше будущее впереди».
В одном из пунктов своего предвыборного турне Дьюи увидел много детей среди толпы. Он обратился к ним, сказав, что детям повезло, что благодаря ему они не в школе. Один школьник крикнул: «Сегодня суббота!» В толпе раздался смех.
Частично проведение Дьюи такой осторожной, расплывчатой предвыборной кампании объясняется его опытом участия в выборах президента США в 1944 году. На тех выборах у Дьюи появилось чувство, что он позволил Франклину Рузвельту втянуть себя в партийную, многословную кампанию «обливания грязью», и он полагал, что это стоило ему голосов. Поэтому его убедили в 1948 году производить впечатление беспристрастного человека и подчеркивать положительные аспекты своей кампании, игнорируя оппонента. Такая стратегия оказалось совершенно ошибочной, поскольку дала Трумэну возможность постоянно критиковать и высмеивать Дьюи, в то время как тот никогда не отвечал ни на какие критические высказывания Трумэна.
Дьюи не был настолько консервативен, как контролируемый республиканцами Конгресс 80-го созыва, что также представило проблему для него. Трумэн ассоциировал Дьюи с бездеятельным Конгрессом. На самом деле Дьюи успешно сражался с сенатором от Огайо Робертом Тафтом и его консерваторами за выдвижение его кандидатуры на съезде республиканской партии; Тафт оставался изоляционистом даже в течение всей Второй мировой войны. Тем не менее Дьюи поддержал План Маршалла, доктрину Трумэна, признание Израиля и авиатранспортные рейсы из Берлина.
Правое крыло партии неоднократно подталкивало его принять участие в «охоте на ведьм», но он отказывался. В ходе дебатов перед праймериз в Орегоне с Гарольдом Стассеном (Harold Stassen) Дьюи высказался против введения запрета Коммунистической партии США, заявив: «нельзя застрелить идею из пистолета». Позднее он говорил Стайлзу Бриджесу (Styles Bridges), руководившему общенациональной предвыборной кампанией республиканцев, что не «собирается заглядывать под кровати». В результате понесённого поражения Дьюи стал единственным республиканцем, который был дважды выдвинут кандидатом в президенты США и оба раза проиграл выборы. Также он является последним кандидатом в президенты с постоянной растительностью на лице, в его случае это были усы.

#### 1952
Дьюи не выдвигал свою кандидатуру на выборах президента США в 1952 году, но сыграл важную роль в обеспечении выдвижения кандидатом от Республиканской партии генерала Дуайта Эйзенхайэра, самого популярного героя Второй мировой войны в США. Предвыборная кампания 1952 года стала самым драматическим моментом соперничества республиканцев Дьюи и Тафта. Кандидатура Тафта была объявлена, учитывая свой возраст, он легко признал, что 1952 год был его последним шансом стать президентом США. Дьюи сыграл ключевую роль, когда убедил Эйзенхауэра баллотироваться против Тафта, а когда Эйзенхауэр стал кандидатом, Дьюи употребил всё своё политическое влияние, чтобы обеспечить «Айку» поддержку делегатов от штата Нью-Йорк и других штатов. 
На съезде Республиканской партии Дьюи подвергся устным нападкам сторонников Тафта как реальная сила, стоящая за Эйзенхауэром, но он с удовлетворением увидел, как Эйзенхауэр победил на номинации, похоронив тем самым последнюю надежду Тафта стать президентом. Затем Дьюи сыграл важную роль, поспособствовав тому. что сенатор от Калифорнии Ричард Никсон стал напарником Эйзенхауэра на выборах. Когда Эйзенхауэр выиграл выборы в конце того года, многие из ближайших помощников и советников Дьюи, такие как Герберт Браунелл (Herbert Brownell), заняли ключевые посты в администрации Эйзенхауэра.

### Последующая карьера
Третий срок Дьюи на посту губернатора штата Нью-Йорк закончился в 1955 году, после чего он ушёл в отставку с государственной службы и вернулся к юридической практике в юридическую фирму Dewey Ballantine, хотя и продолжал оставаться влиятельным закулисным игроком в руководстве Республиканской партии. В 1956 году, когда Эйзенхауэр подумывал отказаться баллотироваться на второй срок, он предложил кандидатуру Дьюи в качестве своего преемника, но партийное руководство дало понять, что они не доверят Дьюи номинацию ещё раз, и в конечном итоге Эйзенхауэр решил переизбираться. В том же году Дьюи также сыграл важную роль, убедив Эйзенхауэра оставить своим партнёром Никсона: Айк рассматривал возможность отказаться от выдвижения кандидатуры Никсона в вице-президенты от республиканцев и выбрать вместо него кого-нибудь менее ангажированного и противоречивого. Однако Дьюи утверждал, что вычёркивание кандидатуры Никсона только вызовет гнев избирателей-республиканцев, в то же время принеся Айку мало голосов демократов. Приведённые Дьюи доводы помогли убедить Эйзенхауэра оставить кандидатуру Никсона. В 1960 году Дьюи оказал сильную поддержку Никсону в предвыборной кампании, проигранной тем демократу Джону Кеннеди.
К 1960-м гг., по мере роста влияния консервативного крыла Республиканской партии, Дьюи всё больше и больше отходил от партийных дел. Когда в 1964 году республиканцы выдвинули своим кандидатом на президентских выборах сенатора от штата Аризона Барри Голдуотера, сменившего Тафта в качестве лидера консерваторов, Дьюи даже отказался присутствовать на съезде партии: это был первый пропущенный им съезд республиканцев, начиная с 1936 года. Президент США Линдон Джонсон предлагал Дьюи должности в нескольких независимых экспертных комиссиях, а также место в Верховном суде США, но Дьюи вежливо отклонил все эти предложения, предпочитая оставаться в отставке как политик и уделяя всё внимание своей очень прибыльной юридической фирме. К началу 1960-х годов благодаря своей юридической практике Дьюи стал мультимиллионером.
В конце 1960-х Дьюи огорчила смерть его лучших друзей Пэт и Мардж Хоган, а также длительная, мучительная и проигрываемая битва его супруги с раком. Фрэнсис Дьюи умерла летом 1970 года после более трёх лет болезни. 
В начале 1971 года Дьюи начал встречаться с актрисой Китти Карлайл, и пошли разговоры об их браке. Однако он внезапно умер от инфаркта миокарда 16 марта 1971 года во время отпуска во Флориде. Ему было 68 лет. Он и его жена похоронены на городском кладбище г. Полинг (Нью-Йорк). После его кончины принадлежавшая ему ферма Дэппльмир была продана и получила в его честь название «Дьюи Лэйн Фарм» («Dewey Lane Farm»).

## Личная жизнь
В 1928 году Дьюи женился на Фрэнсис Хатт (Frances Hutt). Уроженка г. Шерман (Техас), она одно время выступала на сцене, но после замужества отказалась от карьеры актрисы. У пары родилось двое сыновей, Томас Э. Дьюи-младший и Джон Дьюи.  
Несмотря на то, что в течение многих лет Дьюи работал прокурором и окружным прокурором города Нью-Йорка, его домом с 1938 года и до самой смерти оставалась большая ферма под названием «Дэплмир», неподалёку от городка Полинг (Pawling) примерно в 65 милях к северу от Нью-Йорка. По словам его биографа Ричарда Нортона Смита (Richard Norton Smith) в книге Thomas E. Dewey and His Times («Томас Дьюи и его время»), Дьюи «любил Дэплмир как никакое другое место», а сам Дьюи как-то сказал: «Я работаю как лошадь пять дней и пять ночей в неделю ради возможности выбраться за город в выходные». Дэплмир был частью дружной сельской общины под названием «Квокер-Хилл» (Quaker Hill — Холм квакеров), известной как район проживания известных и преуспевающих людей. Соседями Дьюи по Квокер-Хилл были известный репортёр и радиоведущий Лауэлл Томас (Lowell Thomas), священник Норман Винсент Пили (Norman Vincent Peale), и легендарный журналист «Си-Би-Эс Ньюс» (CBS News) Эдвард Мэроу (Edward R. Murrow). 
Дьюи всю жизнь принадлежал к Епископальной церкви США.

## Память
В 1964 году законодательное собрание штата Нью-Йорк официально присвоило имя Дьюи скоростной автомагистрали штата Нью-Йорк. Однако официальное название редко используется в отношении этой магистрали. Против него выступили многие американцы итальянского происхождения, которых относительно много проживает на территории штата. Тем не менее, на дорожных указателях, установленных на шоссе «Интерстейт 95» на отрезке от конца скоростного шоссе Брюкнера в Бронксе до границы со штатом Коннектикут (и в обратном направлении) эта автодорога обозначена как скоростная автомагистраль имени губернатора Томаса Дьюи (Governor Thomas E. Dewey Thruway).
Архив официальных документов Дьюи, отражающий годы его политической и общественной деятельности был передан университету Рочестера. Он помещён в университетскую библиотеку и доступен для изучения историками и другими специалистами.
В 2005 году Ассоциация адвокатов города Нью-Йорка назвала одну из премий именем Дьюи. Медаль имени Томаса Дьюи, пользующаяся спонсорской поддержкой юридической фирмы «Дьюи Бэллантайн ЛЛП», ежегодно вручается одному выдающемуся помощнику окружного прокурора в каждом из пяти округов г. Нью-Йорка (Нью-Йорк, Кингз, Квинс, Бронкс и Ричмонд). Первое вручение медали состоялось 29 ноября 2005 года.